# کانتون لاگو آگریو
کانتون لاگو آگریو (به اسپانیایی: Cantón Lago Agrio) یک منطقهٔ مسکونی در اکوادور است که در استان ساکومبیوس واقع شده‌است.